# Lago Sufnersee
O Lago Sufnersee é um lago artificial localizado entre Splügen e Sufers no Rio Hinterrhein, no Cantão de Grisons, Suíça. 
A barragem que deu origem a este lago foi construída em 1962. O reservatório tem um volume de 17,5 milhões de m³ e a sua superfície é de 0,90 km².